# Вонданське сільське поселення
Вонда́нське сільське поселення (рос. Вонданское сельское поселение) — адміністративна одиниця у складі Даровського району Кіровської області Росії. Адміністративний центр поселення — село Вонданка.

## Історія
Станом на 2002 рік на території сучасного поселення існували такі адміністративні одиниці:
- Вонданський сільський округ (село Вонданка, присілки Велика Горка, Гурята, Женіхови, Касьянови, Коновалови, Маслови, Пашкови, Пермінови, Савята, Соколови, Тельнята, Черепанови, Швечата)

Поселення було утворене згідно із законом Кіровської області від 7 грудня 2004 року № 284-ЗО у рамках муніципальної реформи.

## Населення
Населення поселення становить 305 осіб (2017; 330 у 2016, 352 у 2015, 394 у 2014, 424 у 2013, 441 у 2012, 473 у 2010, 750 у 2002).

## Склад
До складу поселення входять 13 населених пунктів:
| Населений пункт        | Населення, осіб (2002) | Населення, осіб (2010) |
| ---------------------- | ---------------------- | ---------------------- |
| Велика Горка, присілок | 8                      | 9                      |
| Вонданка, село         | 485                    | 328                    |
| Гурята, присілок       | 7                      | 0                      |
| Женихови, присілок     | 2                      | 0                      |
| Касьянови, присілок    | 0                      | -                      |
| Коновалови, присілок   | 94                     | 63                     |
| Маслови, присілок      | 18                     | 4                      |
| Пашкови, присілок      | 2                      | 0                      |
| Пермінови, присілок    | 3                      | 0                      |
| Савята, присілок       | 65                     | 40                     |
| Соколови, присілок     | 18                     | 1                      |
| Тельнята, присілок     | 41                     | 26                     |
| Черепанови, присілок   | 5                      | 2                      |
| Швечата, присілок      | 2                      | 0                      |